# Mars 1988

## Événements
- Émeutes antigouvernementales en Birmanie.
- 3 mars : 
  - Formation au Royaume-Uni du parti libéral démocrate.
  - En République socialiste de Roumanie, Nicolae Ceaușescu annonce un programme de repeuplement forcé prévoyant la démolition de près de 8 000 villages, le relogement des travailleurs agricoles et de leurs familles dans des tours en béton (politique de « systématisation »), et l’édification de monuments grandioses et peu réalistes à la gloire du régime et de son dirigeant, le Conducător. Ceausescu abaisse le niveau de vie des Roumains pour rembourser sa dette extérieure. Des milliers de Hongrois de Transylvanie, menacés dans leur identité, fuient vers la République populaire de Hongrie. La politique des Ceausescu (sa femme Elena prend de plus en plus d’influence) ruine le pays, mais la population ne bouge pas, terrifiée par la police secrète, la Securitate[1].
- 11 mars : 
  - Chute du gouvernement Giovanni Goria en Italie.
  - Sanctions économiques des États-Unis contre Panama[2].
- 16 - 19 mars : l’aviation irakienne bombarde la population kurde du Kurdistan irakien.
- 17 - 20 mars : bataille d'Afabet pendant la guerre d'indépendance de l'Érythrée.
- 22 mars : sur Antenne 2 à 20 heures, François Mitterrand annonce qu'il déclare sa candidature à l'Élection présidentielle française de 1988.
- 23 mars, Nicaragua : le gouvernement sandiniste signe l’accord de Sapoá avec la contra qui fait passer le débat du militaire au politique.
- 30 mars : l’ARENA remporte les législatives (30 sièges sur 60, 23 pour le PDC) et les municipales au Salvador.

## Naissances
- 4 mars : 
  - Joshua Bowman, acteur anglais notamment dans Revenge.
  - Cody Longo, acteur américain († 8 février 2023).
- 10 mars : Julien Rochedy, homme politique français.
- 11 mars : Canserbero, chanteur de hip-hop vénézuélien († 20 janvier 2015).
- 14 mars : 
  - Stephen Curry, basketteur américain.
  - Ibrahim Traoré, militaire et homme d'État burkinabè.
- 15 mars : Jeremy Kendle, basketteur américain.
- 17 mars : 
  - Tomomi Abiko, athlète japonaise.
  - Boris Dron, cycliste sur route belge.
  - Hakima El Meslahy, taekwondoïste marocaine.
  - Aymeric Lompret, humoriste français.
  - Ondřej Polívka, athlète tchèque.
  - Ryan White, hockeyeur professionnel canadien.
  - Heidi Zacher, skieuse acrobatique allemande.
  - Zhao Jin, nageuse chinoise.
- 18 mars : Soukaina Boukries, chanteuse marocaine.
- 20 mars : Alfredo Quintana, handballeur cubain († 24 février 2021).
- 24 mars : Finn Jones, acteur britannique.
- 27 mars :
  - Brenda Song, actrice américaine.
  - Jessie J, chanteuse britannique.
- 31 mars : DeAndre Liggins, basketteur américain.

## Décès
- 1er mars : Jean Le Poulain, comédien.
- 4 mars : Olivier Lejeune, fondateur d'Olitec, mort dans l'accident du Vol 230 TAT.
- 8 mars : Henryk Szeryng, violoniste mexicain d'origine polonaise (° 22 septembre 1918).
- 13 mars : John C. Holmes, acteur de films pornographiques américain.
- 14 mars : Raymond Laplante, journaliste, animateur de radio et de télévision canadien (° 1917).
- 15 mars : Élie Mélia, résistant, recteur à Paris de la paroisse orthodoxe géorgienne Sainte-Nino et professeur à l'Institut de théologie Saint-Serge, auteur, œcuméniste et figure de la communauté géorgienne en France (° 20 février 1915).
- 30 mars : Edgar Faure, homme d'État.